# Call of Duty: WWII
Call of Duty: WWII, ou Call of Duty: World War II à Montréal, est un jeu vidéo de tir à la première personne développé par Sledgehammer Games et édité par Activision, sorti le 3 novembre 2017 sur PlayStation 4, Xbox One et Microsoft Windows. Le jeu marque le retour aux sources de la série Call of Duty en se plaçant dans le contexte de la Seconde Guerre mondiale, alors que les précédents opus mettaient en scène des conflits modernes ou futuristes,.

## Système de jeu
À la manière de ses prédécesseurs, Call of Duty: WWII est un jeu de tir à la première personne. Néanmoins, cet opus abandonne tous les mouvements futuristes des trois précédents Call of Duty : retour aux mouvements traditionnels de la série. La glissade est remplacée par un plongeon similaire au "plongeon de dauphin" de Call of Duty: Black Ops et Call of Duty: Black Ops II.

### Campagne
Le jeu se déroulant pendant la Seconde Guerre mondiale, la campagne suivra Daniels, de la Normandie aux Ardennes, accompagné par deux personnages aux rôles importants, un scout et un médecin. En effet, la campagne est la première de la série à ne pas inclure la régénération de la santé depuis Call of Duty 2: Big Red One. À la place de cette régénération, les joueurs peuvent s'appuyer sur des sacoches médicales de la même manière que les munitions. D'autres membres de l'escouade permettent de repérer les ennemis, révélant leurs positions par la forme de silhouettes. Daniels a des compétences que l'on peut améliorer en récoltant de l'expérience. L'expérience peut être acquise en tuant ou en capturant des ennemis, et en accomplissant les différents objectifs de la campagne.
Les joueurs des Steelers de Pittsburgh de la NFL, Alejandro Villanueva et Le'Veon Bell, apparaissent dans le jeu.

### Multijoueur
Dans chaque partie multijoueur, le joueur est assigné à une des deux équipes : les Alliés ou l'Axe. Dans la première, le joueur peut incarner un soldat américain, britannique, soviétique, néerlandais ou de la résistance française. Dans la seconde, le joueur incarne un soldat de la Wehrmacht. La Waffen-SS n'est pas disponible car elle est responsable de crimes de guerre.
À la place du système de spécialistes des précédents Call of Duty tels que Call of Duty: Black Ops III ou Call of Duty: Infinite Warfare, Call of Duty: WWII met en place le système de « Divisions ». Le joueur peut choisir parmi cinq divisions différentes qui ont chacune des compétences de combat. Les cinq divisions sont :
- Infanterie : uniquement avec la catégorie des fusils d’assaut, le joueur peut charger ses ennemis avec une baïonnette. Certaines compétences permettent d'équiper son arme en accessoires supplémentaires, d'avoir des chargeurs supplémentaires, ou encore de courir plus vite tout en visant.
- Aéroportée : uniquement avec la catégorie des pistolets-mitrailleurs, le joueur peut équiper un silencieux sur celles-ci afin de ne pas être visible sur la mini-carte de ses ennemis lorsqu'il tire. Certaines compétences permettent de courir plus vite et plus longtemps, et de franchir les obstacles plus rapidement.
- Blindée : uniquement avec la catégorie des fusils-mitrailleurs, le joueur peut poser un bipied pour augmenter la précision de son arme.
- Montagne : uniquement avec la catégorie des fusils de précision, le joueur peut bloquer la respiration de son personnage pour augmenter la stabilité de son arme. Permet aussi de faire apparaître le nom des ennemis visés.
- Expéditionnaire : uniquement avec la catégorie des fusils à pompe, le joueur peut équiper son arme de cartouche incendiaire.
- Résistance : ajoutée en janvier 2018, cette division permet l'utilisation de couteau tactique en combinaison avec un pistolet pour un combat rapproché.
- Cavalerie : ajoutée en juillet 2018, cette division permet l'utilisation d'un bouclier antiémeute en combinaison avec une arme secondaire de son choix.

Les différentes divisions peuvent augmenter de niveau, tout comme les armes.
En plus des compétences de combat acquises grâce aux divisions, le joueur peut choisir parmi d'autres compétences indépendantes. Elles permettent par exemple de recharger plus vite, de ramasser des munitions sur les cadavres, avoir un lance-roquettes, etc.
Comme lors des précédents opus de la série, des bonus de série de points sont disponibles :
- Cocktail Molotov : 1 cocktail molotov par bonus.
- Avion de reconnaissance : révèle les positions ennemies sur la mini-carte.
- Contre-avion de reconnaissance : détruit un avion de reconnaissance ou un contre-avion de reconnaissance, ou bloque un avion de reconnaissance ennemi.
- Lance-flamme : lance-flammes portable.
- Pilote de chasse : mitraillage au sol depuis un avion de chasse.
- Colis stratégique : colis, largué par avion, contenant une série de points aléatoire.
- Bombe guidée : bombe guidée largué par avion.
- Frappe de mortier : frappe sur trois localités sélectionnées par le joueur.
- Barrage d'artillerie : tir sur un emplacement sélectionné par le joueur plusieurs obus.
- Tourelle anti-aérienne : détruit tous les bonus de série de points ennemis de type aérien et empêche d'en déployer de nouveaux.
- Parachutistes : renfort de personnages largués par avions.
- Bombardement : bombardement d'une zone sélectionnée via plusieurs passages.
- Artilleur de tourelle : tir à partir d'un avion.

Le mode multijoueur permet de jouer dans différents modes de jeux, comme le match à mort par équipe, la domination, le quartier général et le nouveau mode Guerre.
Call of Duty: WWII inclut aussi un camp de base sur la plage d'Omaha Beach, dans lequel peuvent se retrouver jusqu'à 48 joueurs pouvant prendre part à différentes activités, comme des un contre un, un stand de tir, un théâtre permettant de regarder du flux vidéo du jeu, ou encore un lieu pour tester les différents bonus de séries de points.
Les largages de ravitaillement présent depuis Call of Duty: Advanced Warfare sont aussi intégrés à cet opus. Le joueur peut les ouvrir depuis le camp de base et ses amis peuvent observer les ouvertures des largages de ravitaillement. En revanche, à la différence du précédent jeu développé par Sledgehammer Games, Call of Duty: Advanced Warfare, les armes obtenues dans les largages subissent uniquement une modification esthétique avec différents niveaux de rareté et non des modifications qui rendraient l’arme plus puissante.
Un événement spécial « hiver » débute le 8 décembre 2017 jusqu'au 2 janvier qui permet aux joueurs de pouvoir avoir trois nouvelles armes, deux nouvelles armes corps à corps et des tenus grâce à des largages de ravitaillement hiver.

### Zombies nazis
WWII comprend également un mode de jeu coopératif avec des zombies, comme les précédents modes zombies de Treyarch et Infinity Ward, avec une histoire se détachant de celle de la campagne. Le mode de jeu, surnommé Zombies nazis, en référence à sa première itération dans Call of Duty: World at War de Treyarch, se déroule également dans les événements de la Seconde Guerre mondiale, alors que le Troisième Reich tente désespérément de renverser le cours de la guerre en créant une armée de morts-vivants. Alors que le mode est basé sur la science-fiction et est une vision fictive de la guerre, le cofondateur de Sledgehammer Games, Michael Condrey, a déclaré que l'histoire du mode est basée sur des « événements réels ». Il a également affirmé que l'expérience est similaire à Dead Space, un jeu vidéo d'horreur de tir à la troisième personne réalisé par Condrey et Schofield chez EA Redwood Shores.
En ce qui concerne le système de jeu, Zombies nazis conserve la formule de survie basée sur les vagues qui a été utilisée dans touts les modes zombies des jeux précédents, avec de nouveaux ajouts. Un système de classe a été introduit, où les joueurs peuvent opter pour l'un des quatre rôles de combat : Offensive, Control, Medic et Support.

## Développement
Un nouveau jeu Call of Duty se déroulant pendant la Seconde Guerre mondiale a été évoqué dans une interview de lancement de Call of Duty: Advanced Warfare en 2014 avec Michael Condrey, cofondateur de Sledgehammer Games. Dans l'interview de Metro, l'intervieweur lui a demandé quelles étaient les possibilités d'où pourrait aller le prochain Call of Duty en termes de décor. Condrey a répondu: "Certains de mes divertissements préférés se déroulent pendant la Seconde Guerre mondiale. Frères d'armes, je suis un grand fan de Frères d'armes." Condrey a approfondi le sujet : "Et c'est la guerre d'un grand héros, en quelque sorte la dernière qui a été reconnue comme une noble cause dans une guerre. Alors oui, je pense qu'un jeu de nouvelle génération avec les dernières valeurs de production et robustesse dans un cadre de la Seconde Guerre mondiale comme Band of Brothers serait incroyable. Maintenant, comment cela se jouerait-il et comment fonctionnerait le multijoueur après le nouveau mouvement défini dans Advanced Warfare ? C'est une question plus difficile que celle que j'ai eu à aborder jusqu'à présent…".
Adam Rosenberg de Mashable a écrit que les jeux vidéo se déroulant pendant la Seconde Guerre mondiale avaient tendance à être des « négationnistes de l'Holocauste » dans le sens où ils évitaient d'aborder le sujet pour des raisons commerciales, mais que cela pourrait être le tout premier Call of Duty World War Jeu basé sur II où l'Holocauste serait représenté. Le directeur créatif senior Bret Robbins a déclaré dans une interview "Des choses très, très sombres se sont produites pendant ce conflit et il nous a semblé mal de l'ignorer." Il a en outre déclaré : « Nous montrons absolument des atrocités. C'est une partie malheureuse de l'histoire, mais vous ne pouvez pas raconter une histoire authentique et véridique sans y aller. Alors nous y sommes allés." Robbins a fait valoir que le public peut désormais gérer les jeux avec plus de maturité et de nuance : « Les gens sont prêts pour cela. Ils le veulent", a-t-il déclaré.
La version Windows du jeu a été développée en collaboration avec Raven Software. À ce sujet, le directeur technique de Raven, Dwight Luetscher, a déclaré qu'ils essayaient de se concentrer sur la plate-forme Windows, ainsi que sur la communauté, en répondant à leurs besoins. La version Windows présente plusieurs changements notables, comme la suppression de l'aide à la visée du contrôleur et l'ajout d'un curseur de sensibilité pour le mécanisme de visée vers le bas.
Le jeu a été annoncé le 21 avril 2017 et a été dévoilé via un direct le 26 avril 2017. La bande-annonce du jeu est dévoilé le même jour, annonçant ainsi qu'il sortira le 3 novembre 2017. Le 12 juin, pendant la conférence de PlayStation à l'E3, la bande-annonce du jeu du mode multijoueur est dévoilée en direct, et annonçant la bêta privée sur PlayStation 4 du 25 au 28 août 2017 ainsi que d'une bêta publique sur PlayStation 4 et Xbox One du 1 au 4 septembre 2017. Une bêta sur PC est également annoncée, rendue publique sur Steam du 29 septembre au 2 octobre 2017.

## Accueil

### Ventes
Le jeu a engendré plus 500 millions de dollars USA au cours de ses trois premiers jours de sortie. Le 20 décembre 2017, il a été annoncé que le jeu avait généré plus d'un milliard de dollars du chiffre d'affaires mondial et a été le jeu sur console le plus rentable de l'année en Amérique du Nord. Vers la fin de 2017, le jeu comptait plus de 20,7 millions de joueurs, 12,1 millions de joueurs sur PlayStation 4, 7,8 millions de joueurs sur Xbox One et 825 000 joueurs sur Steam.
La version PlayStation 4 s'est vendue à 168 234 exemplaires au cours de sa première semaine de vente au Japon, ce qui en fait le jeu le plus vendu de cette semaine dans le pays.